# Tortula revolutifolia
Tortula revolutifolia är en bladmossart som beskrevs av Lazarenko 1938. Tortula revolutifolia ingår i släktet tussmossor, och familjen Pottiaceae. Inga underarter finns listade i Catalogue of Life.